# 2012 v dopravě
Tento článek obsahuje seznam událostí souvisejících s dopravou, které proběhly roku 2012.

## Leden
1. ledna
 Ministerstvo financí zrušilo povinné zvýhodnění jízdného pro seniory na železnici. Například České dráhy však jízdenky pro důchodce zdražily až od 31. ledna.
9. ledna
 Byla zahájena fyzická likvidace železniční trati Kyjov – Mutěnice. Trať byla úředně zrušena 30. dubna 2009.
20. ledna
 Do terminálu Polzug Dąbrowa Górnicza přijel první vlak nové pravidelné linky pro přepravu kontejnerů z přístavu Koper. Na vozbě vlaku se podílí dopravci Adria Transport (Slovinsko), LTE Logistik- und Transport (Rakousko), LTE Logistik a Transport Czechia (Česko) a Rail Polska (Polsko).

## Únor
1. února
 Úřad pro ochranu hospodářské soutěže zahájil správní řízení s Českými drahami kvůli náhlému zlevnění jízdného na trase mezi Prahou a Ostravou po nástupu konkurenční společnosti RegioJet.
- 7. února

 Ředitelství silnic a dálnic reklamovalo u společnosti Eurovia stavbu několika kilometrů dálnice D1 (v části původně označované jako dálnice D47) kvůli jejímu špatnému stavu.
14. února
 České dráhy dostaly od Libereckého kraje pokutu ve výši tří milionů korun za zpoždění při nasazování motorových vozů 840 na tratě 036 a 037, na nichž od prosince 2011 zajišťují dopravu na základě vítězství ve výběrovém řízení.
29. února
 Ministerstvo dopravy posunulo termín chystaného výběrového řízení na dopravce rychlíků z Ostravy přes Krnov do Olomouce o jeden rok. Vítěz soutěže by měl rychlíky na této trase začít nově provozovat až od prosince 2014.

## Březen
4. března
 Pravidelnou osobní dotovanou dopravu na slovenské železniční trati 131 z Bratislavy do Komárna začal provozovat český soukromý dopravce RegioJet.

## Duben
4. dubna
 Novým slovenským ministrem dopravy se stal Ján Počiatek.
17. dubna
 Pro řidiče byl otevřen další úsek rychlostní silnice R6 (od roku 2016 značené dálnice D6) mezi Novým Sedlem a Sokolovem.
19. dubna
 Vedení Správy železniční dopravní cesty převzal Jiří Kolář.
26. dubna
  Německá společnost Deutsche Bahn oznámila, že o společném provozování vlaků EuroCity mezi Hamburkem, Berlínem a Prahou bude nadále jednat už jen pouze se soukromým dopravcem RegioJet. V současné době německé dráhy dopravu na této trase zajišťují společně s Českými drahami.

## Květen
11. května
 Ministr dopravy Pavel Dobeš jmenoval novým ředitelem Ředitelství silnic a dálnic manažera Davida Čermáka.
14. května
 Dopravní podnik měst Liberce a Jablonce nad Nisou představil prototyp nové nízkopodlažní tramvaje EVO2 od společnosti Pragoimex. Tramvaj by v Liberci měla začít jezdit ještě v letošním roce.

## Červen
23. června
  Na chorvatské dálnici A1 havaroval český autobus s padesáti cestujícími, osm z nich nehodu nepřežilo.

## Červenec
9. července
 Česko zažilo přechod na nový centrální registr vozidel, ten však ihned po spuštění zkolaboval. Problémy s registrem pokračovaly i v následujících dnech.
16. července
 České dráhy zavedly ve svých elektrických jednotkách 680 (Pendolino) internetové připojení Wi-Fi.